# Edmund Passy
Ludvig Anton Edmund Passy, född 4 september 1789 i Stockholm, död 16 augusti 1870 vid Drottningholms slott, var en svensk musiker.

## Biografi
Edmund Passy föddes 4 september 1789 i Stockholm av franska föräldrar. Passy blev elev i komposition hos Joachim Nicolas Eggert i Stockholm och i pianospel hos John Field i Sankt Petersburg. Passy uppträdde med framgång som virtuos och kompositör både utomlands och i Stockholm, där han 1817 kallade sig pianist från Petersburg. Passy arbetade större delen sin sitt liv som musiklärare i Stockholm. Han blev organist i Slottskapellet och fick professors titel. Han avled 16 augusti 1870 vid Drottningholms slott.
Passys kompositioner består av musikpjäserna Den nordiska kvinnan och Inbillning och verklighet, orkesterverk, kammarmusik, pianostycken, körsånger, solosånger med mera.
Passy blev 1840 ledamot nummer 281 av Kungliga Musikaliska Akademien. Bland hans elever kan nämnas Wilhelm Bauck, Otto Daniel Winge och Ivar Hallström.

## Verklista
Lista över kompositioner av Passy.

### Operor
- Inbillning och Verklighet, operakomedi (svensk översättning av fransk text av E. Aignan) op. 10, en akt.

### Skådespelsmusik
- Den Nordiska Qvinnan eller Hilda (Per Adolf Granberg) op. 9, tre akter, 1834.

### Orkestermusik
- Pianokonsert nr 1 D-dur op. 1, 1812.
- Pianokonsert nr 2 G-dur op. 2, cirka 1817.
- Fantasi för piano sex händer med orkester, cirka 1817.
- Ouvertyr, framförd 6 december 1817.
- Fantasi för piano över svenska nationalmelodier med orkester, möjligen 1819.
- Introduktion och rondo för piano och sannolikt orkester eller kvartettackompanjemang, framförd 27 april 1823.
- Ouvertyr till De bägge gemålerna, uppförd 15 maj 1830.
- Sinfoniasats op. 11 eller op. 23, november 1837.
- Fantasi för stor orkester, framförd 10 december 1842.

### Blåsorkester
- Marcia Maestoso för blåsinstrument, orgel och timpani. Uppförd vid kronprinsessan Josephines kyrkotagning i Storkyrkan", 1826.
- Grande Marche pour Musique d'Harmonie op. 25 (ibland betecknad op. 21), 1859.

### Vokalverk med orkester
- Recitativ och aria ur Pygmalion, framförd 15 maj 1830.
- Romantisk sång med kör och obligat harpa ur De bägge gemålerna, framförd 15 maj 1830.
- Scen och aria ur Pimmalione, framförd 3 april 1838.
- Neckens Polska, för sopran och orkester, 1856.
- Ballad ur Den heliga Birgitta (Pehr Henrik Ling), för tenor och orkester (finns även som klaverutdrag).
- Le Pirate (V. Hugo) för tenorsolo , tre basar och orkester.
- Vapensång eller Chor af Hussarer (Karl August Nicander) op. 14, för kör (TTBB) och orkester.

### Kammarmusik
- Pianotrio nr 1 C-dur op. 5, framförd 1822.
- Stråkkvartett nr 1 a-moll.
- Stråkkvartett nr 2 "Monotono", september 1828.
- Stråkkvartett nr 3 D-dur op. 15, september 1828.
- Stråkkvartett nr 4 Ess-dur op. 15.
- Pianotrio nr 2 g-moll op. 24.
- Duo pour piano et violon sur des motifs de la Norma, 16 september 1859.
- Duett för fortepiano och claviharpe, harmonichord, physharmonica eller aeolicon.
- Duo för klarinett och piano (alternativt horn och piano) Ess-dur.
- Ouvertyr ur Den Nordiska Qvinnan eller Hilda, för piano, violin, cello och klarinett.
- Marsch ur Den Nordiska Qvinnan eller Hilda, för piano, violin, cello och klarinett.

### Pianoverk
- Marsch F-dur, tryckt 1811.
- La Poste Angelaise B-dur, tryckt 1812.
- Thema med variationer g-moll, tryckt 1813 i Musikaliskt tidsfördrif (lätt omarbetad version tryckt av Breitkopf & Härtel cirka 1826 som "Variations et fugue pour le pianoforte sur un thème de Claudine de Bruni").
- Grande Fantaisie Suivie d'un Rondo Allegretto Vivace, Sur des Airs Nationaux Suédois op. 6, möjligen 1819.
- Potpourri, Composé des Motifs du Trio d'Agander et Pagander D-dur, cirka 1819.
- Rondo con brio B-dur, tryckt 1819.
- Trois etudes d'une difficulté extrême, tryckt 1822. 
  - 1. Moderato C-dur
  - 2. D-dur
  - 3. Grazioso con delicatezza F-dur.
- Nocturne i B-dur, tryckt 1834.
- Skiss för höger hand i Dess-dur op. 20, 1856.
- Övning för vänster hand i G-dur op. 21.
- Gigue efter J. S. Bachs Clavérstycken, Allegretto Gigue (även: Gigue Allegretto D'après les Oeuvres de Clavecin de S. Bach), 14 oktober 1856.
- Réminiscence de l'air, au Clair de la Lune dans les Voitures Versées, Variations Brillantes G-dur op. 15.
- Minnen från Köpenhamn, Rondo Brillant Cess-dur op. 19.
- Fantaisie brillante et variations pour piano seul sur des motifs de Robert le Diable op. 30.
- Souvenirs Tegnériens à Lund en 1830, Rondo Caratteristico g-moll op. 35.
- Diverses Danses Composées pour Mes demoiselles Murray. 
  - 1. Augusta Valz moderato, Ess-dur.
  - 2. Vals F-dur.
  - 3. Anglais comique B-dur.
  - 4. Quadrille C-dur.
  - 5. Valz B-dur.
  - 6. Anglaise Jeanne Louise F-dur.
  - 7. Quadrille Christiana F-dur.
- Övning i D-dur.

#### Arrangemang för piano
- Anglaise, komponerad för H. E. Löfvenskjölds bal, den 10 Februari 1835, pianoarrangemang. tryckt senast 1837.
- Ur Beethovens stråkkvartetter.
- Marcia Maestoso för blåsinstrument, orgel och timpani. Pianoversion tryckt i Musikaliskt tidsfördrif.
- Krigsdans ur Den Nordiska Qvinnan eller Hilda.
- Ouvertyr ur Inbillning och Verklighet
- Aria in Arte di Cavatina ur Inbillning och Verklighet
- Romance ur Inbillning och Verklighet

#### Fyrhändigt
- Bachanale pour le Piano à Quatre Mains avec Accompagnemènt Obligé de Tambour de Basque A-dur (sista satsen i Polyaædéide).
- Polyaædéide.
- Sonat C-dur.
- Variationer över en svensk visa F-dur.
- Grande Marche pour Musique d'Harmonie op. 25. Version för fyrhändigt piano.
- Ouvertyr ur Den Nordiska Qvinnan eller Hilda.
- Krigsdans ur Den Nordiska Qvinnan eller Hilda.
- Brottningsutmaning ur Den Nordiska Qvinnan eller Hilda.
- Kämpalek ur Den Nordiska Qvinnan eller Hilda.
- Afskedstagande ur Den Nordiska Qvinnan eller Hilda.
- Fäktning ur Den Nordiska Qvinnan eller Hilda.

### Orgel
- Fuga quatuor Vocum & duplicis Argumenti pro Organo vel Clavicymbalum C-dur op. 11 nr 1.
- Fuga No 2 quatuor Vocum pro Organo Majori F-dur (även: Fuga a 4 Voci för Fullständig Orgel) op. 11 nr 2, 1 augusti 1850.

### Sånger
- Honneur Patrie, tryckt av Brieff, St. Petersburg, 1816.
- Romans, tryckt av Brieff, St. Petersburg, 1816.
- Aria "När i mitt sorgsna bröst", tryckt i Musikaliskt tidsfördrif 1817:28-30.
- Visa till en yngling av Tegnér "Bryt blomman, o Yngling!", tryckt i Musikaliskt tidsfördrif 1832:8.

- Musikalisk Målning öfver Åtskilliga Natur-scener, tryckt 1831. 
  - 1. Vall-Gossen (Julia Nyberg)
  - 2. Echo (B** */Bjurström) [enklare version tryckt i Det sjungande Sverige, h. 2],
  - 3. Göken (St:).
  - 4. Kolarflickan i Skogen (Julia Nyberg).

- Melodiska pleiader, Svenska sånger, 2:a häftet, tryckt senast 1839. 
  - 1. Vaggsång, tillägnad hertigen av Skåne (Julia Nyberg).
  - 2. Drömmen (Bernhard von Beskow).
  - 3. Emmas Stjerna (Carl Wilhelm Böttiger)
  - 4. November Quällen (Carl Wilhelm Böttiger).

- Svenska sånger för en och flera röster, 3:e häftet, tryckt senast 1844. 
  - 1. Nymphæa alba (G.), duett för sopran, alt och piano.
  - 2. Svanen (Carl Wilhelm Böttiger).
  - 3. En Löfsal om hösten (St:), duett för sopran, tenor och piano.
  - 4. Tåren (efter Thomas Moore) (St:).
  - 5. Svenska sånger för en och flera röster.

- Svenska sånger för en och flera röster, 4:e häftet. 
  - 1. Näktergalen.
  - 2. Djupaforss (Assar Lindeblad).
  - 3. Afton-Phantasie.
  - 4. I en ung sångerskas stambok.
  - 5. Fiskarflickan, duett för två sopraner och piano.

- A ma Laurette.
- C'est un Canon.
- Gentil Aymar.
- Le Jardinier Fleuriste.
- Nocturne "Toi qui me répetait", duett för sopran, tenor och piano.
- Nocturne "Quels tourments", duett för sopran, tenor och piano.
- Romance de La Bergère Chatelaine.
- Till Hans Majestät Konungen, basaria.
- "Tu ne viens pas"

### Körverk med ackompanjemang
- Verser av H. E. Grefve Wetterstedt. Framfördes den 4 juli 1822 i Aix-la-Chapelle på kronprinsens födelsedag. För solo, kör och piano.

- Ur Melodiska pleiader, tryckt mellan 1827 och 1844. 
  - 1. Den 4 juli 1822 i Aachen (H. E. Wetterstedt), tenorsolo, kör (TTBB) och piano.
  - 2. Den 21 augusti 1824 i Christiania, solo, kör och piano.
  - 3. Till H. K. H. Prinsessan Sophia Albertina på Sällskapets S. Ö. högtidsdag, altsolo, kör (SSTB) och piano.

- Ur Svenska sånger för en och flera röster, 3:e häftet. 
  - Notturno, Drömmen (St:), sopran-, alt-, tenor- och bassolo, kör (SATB) och piano.

- Kantat på Sällskapet Nya Nytta och Nöjes Högtidsdag, solokvartett, kör och piano, 1842.

### A capella
- Ur Runorna (Nicander), SSTB.
- Solo kvartett och kör skriven för Tyska Lieder Taffeln "Der Taucher öffnet". Solo för två tenor och två basar och manskör (TTBB).
- Svensk Artillerist-Sång (K. A. Nicander), manskvartett.
- "Dunkle Trauer lag auf Erden"

### Pedagogiskt material
- Grundlig elementär undervisning eller Samling av skalor och övningar för Forte Piano.
- Handbok för lärare på Forte Piano. Tillägnad O. Winge, 11 oktober 1856, Berlin.
- Övning för att nå lika fingerstyrka, efter Clementi.